# Sărsig
Sărsig – wieś w Rumunii, w okręgu Bihor, w gminie Chișlaz. W 2011 roku liczyła 284 mieszkańców.